# Espace dramatique
L’espace dramatique est l'espace imaginaire conçu par le dramaturge et qui ne prend vie que grâce au metteur en scène, au décorateur et aux acteurs, autrement dit lors de la représentation. Il comprend aussi la spatialité virtuelle du texte et ce qui est prévu hors-scène, notamment dans les didascalies.
L'espace dramatique inclut également les espaces créés par le récit d'événements qui se sont déroulés hors de la scène ou dans un autre temps, qui peut être du passé ici ou ailleurs, du présent ailleurs et du futur ici ou ailleurs. L'espace dramatique sollicite l'imagination du spectateur alors que l'espace scénique est un lieu d'action qui met en éveil en premier lieu ses facultés d'observation.